# نرگس محمدی
نرگس محمّدی (زادهٔ ۱ اردیبهشتِ ۱۳۵۱) فعّالِ حقوق بشر، زندانی سیاسی ایرانی و برندهٔ جایزهٔ صلح نوبل در سالِ ۲۰۲۳ میلادی است. او عضو سابق شورای عالی سیاست‌گذاری اصلاح‌طلبان تحکیم وحدت و نایب رئیس و سخنگوی کانون مدافعان حقوق بشر است. محمدی کارش را در کنار ملی-مذهبی‌ها آغاز کرد و از مخالفان نظام جمهوری اسلامی است. او اواخر دهه ۱۳۷۰ بازداشت شد اما بازداشت او در آغاز سال ۱۳۸۹ مورد توجه قرار گرفت و از آن زمان چندین بار در زندان به‌سر می‌برد. همسرش تقی رحمانی نیز از فعالان سیاسی است که بیش از ۱۴ سال در زندان بوده‌است.
بی‌بی‌سی در سال ۲۰۲۲ او را یکی از ۱۰۰ زن الهام‌بخش و اثرگذار در جهان معرفی کرد. در سال ۲۰۲۳، کمیته نوبل نروژ جایزه صلح نوبل سال ۲۰۲۳ خود را به محمدی اهدا کرد. این کمیته از نرگس محمدی به عنوان «رهبر طبیعی» جنبش زن زندگی آزادی در سپتامبر ۲۰۲۲ (شهریور ۱۴۰۱) نام برد و جایزه نوبل را به خاطر بر عهده گرفتن رهبری این اعتراضات و همچنین مبارزه شجاعانه‌اش برای آزادی و حقوق بشر در طول سه دهه به او اهدا کرد.
نام او در سال ۲۰۲۴ در میان فهرست ۱۰۰ فرد تأثیرگذار مجله تایم قرار گرفت.

## زندگی
نرگس محمّدی در ۱ اردیبهشتِ ۱۳۵۱ در زنجان زاده شد. در کودکی، پسر یکی از خاله‌ها و دختر یکی از خاله‌های دیگرش که هر دو آموزگار بودند، اعدام شدند و دایی‌اش نیز برای سال‌ها زندانی سیاسی بود. او در کرج و قروه (استان کردستان) بزرگ شد و پس از پایان دبیرستان در رشتهٔ فیزیک کاربردی دانشگاه بین‌المللی قزوین ادامه تحصیل داد. او یکی از مؤسسان «تشکل دانشجویی روشنگران» در این دانشگاه بود و در دوران فعالیت دانشجویی‌اش، دو بار هنگام برگزاری نشست‌های دانشجویی بازداشت شد.

### روزنامه‌نگاری
محمّدی از سالِ ۱۳۷۵ روزنامه‌نگاری را در نشریه پیام هاجر آغاز کرد و در نشریات دیگر نیز مقاله‌هایی دربارهٔ مسائل زنان، مسائل دانشجویان و حقوق بشر چاپ کرد.
نرگس محمّدی در دهه هشتاد خورشیدی در سرویسِ حقوقِ زنانِ مجله "پیام سندیکا" (نشریه هفتگی سندیکاهای کارگری ایران) به سردبیری روبرت درویش قلم می‌زد. 

### ازدواج
او در سال ۱۳۷۸ با تقی رحمانی نویسنده، استاد دانشگاه، فعّال و زندانی سیاسی ازدواج کرد و دارای دو فرزند دوقلو است. در حالی که محمدی در سال ۱۳۹۴ در زندان بود، فرزندان هشت‌سالۀ این زوج ایران را ترک کردند و در فرانسه به پدرشان پیوستند.

### کانون مدافعان حقوق بشر
نرگس محمّدی سپس به عضویت کانون مدافعان حقوق بشر درآمد و اکنون نایب رئیس این کانون و رئیس کمیتهٔ زنانِ این کانون است. (ریاست این کانون برعهده شیرین عبادی است)

### شورای ملّیِ صلح در ایران
پس از تأسیسِ شورای ملی صلح در ایران در سال ۱۳۸۷ توسط ۸۳ شخصیت اجتماعی-سیاسی-فرهنگی با محور صلح و حقوق بشر، در سال ۲۰۰۸ در انتخابات داخلی این شورا به عنوان رئیس هیئت اجرایی آن برگزیده شد.
او معتقد است: جامعهٔ ایران با قطعیت خواهان حقوقِ دموکراتیکِ خویش است. دانشجویان، کارگران، معلمان، زنان و جوانان مطالبات مشخصی دارند و حکومت ناگزیر است به آنها پاسخ دهد؛ پاسخی قانع‌کننده و رضایت‌بخش. این مطالبات تنها مسئله و مشکل بخش الیت جامعه نیست، بلکه خواست تمام ملت ایران است».
او همچنین عضو سابق شورای عالی سیاست‌گذاری اصلاح طلبان تحکیم وحدت است.

### دیدگاه‌های سیاسی
نرگس محمدی فعالیت سیاسی خود را با جریانات ملی مذهبی آغاز کرد، در سال ۷۶ در ستاد محمد خاتمی فعال بود و در انتخابات سال ۱۳۷۸ مجلس در ستاد ملی مذهبی‌ها فعالیت داشت. او همچنین عضور شورای عالی سیاستگذاری سازمان دانش‌آموختگان ایران اسلامی نیز بوده‌است. نرگس محمدی در «جامعه‌ی‌ زنان انقلاب اسلامی» در رابطه با مسئله‌ی زنان فعالیت می‌کرد؛ یا در نشریه‌ای تحت عنوان «پیام هاجر»، که اعظم طالقانی در می‌آورد، در حوزه‌ی زنان و در حوزه‌ی جنبش دانشجویی مطلب می‌نوشت. در سال ۹۵ در ششمین سالگرد بازداشت خانگی زهرا رهنورد، میرحسین موسوی و مهدی کروبی با نگارش دل‌نوشته‌ای تأکید کرد که یاد آنها گرامی داشته شود و گفت: «یادشان می‌کنیم. یادی از پیرمرد در حصر، آقای کروبی که آنچه از او به یاد داریم، دلسوزی و مهربانی است و یادی از زن روشن‌فکر سرزمینمان، بانوی در حصر، زهرا رهنورد که عمری معلمی کرد و میر حسین موسوی که ششمین سال حبس را پیش رو دارند.» در سال ۹۶، آخرین انتخاباتی که او شرکت کرده، در زندان اوین به فهرست امید، فهرست مورد حمایت اصلاح‌طلبان رای داد. اما پس سال ۹۸، نظر او تحریم انتخابات آن سال و همچنین انتخابات ریاست جمهوری ۱۴۰۰ بوده‌است. در فروردین سال ۱۴۰۰ گفته شده که او از جمله افرادی بوده که با میرحسین موسوی در حصر دیدار کرده‌است.

### جایزهٔ صلح نوبل
در سال ۲۰۲۳ میلادی جایزهٔ صلح نوبل توسط کمیته نوبل نروژ به نرگس محمدی اهدا شد. کمیته نوبل در اطلاعیه رسمی خود اعلام کردند که جایزه صلح نوبل  به نرگس محمدی به خاطر مبارزه شجاعانه‌اش برای آزادی و حقوق بشر در طول سه دهه و به خاطر به دست گرفتن رهبری جنبش زن زندگی آزادی تعلق گرفته‌ است.
خبر اعطای این جایزه در روز جمعه ۶ اکتبر توسط کمیته نوبل نروژ اعلام شد و با واکنش‌های گسترده شخصیت‌ها و نهادهای مختلف ایرانی و خارجی همراه شد. از جمله آنتونیو گوترش، دبیرکل سازمان ملل، جو بایدن، رئیس‌جمهور آمریکا و امانوئل مکرون، رئیس‌جمهوری فرانسه، این جایزه را به محمدی تبریک گفتند. ناصر کنعانی سخنگوی وزارت امور خارجه جمهوری اسلامی ایران، اهدای این جایزه به محمدی را محکوم کرد.
این دوّمین بار بود که یکی از شهروندان ایران به جایزه صلح نوبل دست پیدا می‌کرد. این جایزه پیش‌تر به شیرین عبادی اهدا شده بود که از همکاران نرگس محمدی است.

## بازداشت‌ها

### پس از انتخابات ۱۳۸۸
محمدی به دلیل فعالیت در کانون مدافعان حقوق بشر، آبان ماه سال ۱۳۸۸ از محل کار خود (شرکت بازرسی مهندسی ایران) اخراج شد و در اردیبهشت سال ۱۳۸۹ به اتهام عضویت در این کانون، به شعبه ۴ دادگاه انقلاب اسلامی احضار و پس از چند جلسه دفاع برای وی قرار ۵۰ میلیون تومانی صادر شد.
اما تنها چند روز بعد، توسط مأموران امنیتی، شبانه و در منزل خود بازداشت شد و در تیرماه سال ۱۳۹۰ در شعبه ۲۶ دادگاه انقلاب اسلامی محاکمه شد.
محمدی در ابتدا با استنادِ دادگاه به ماده ۶۱۰ قانون مجازات اسلامی ایران (اجتماع و تبانی علیه امنیت کشور) به تحمل ۵ سال حبس تعزیری، به استناد ماده ۴۹۹ قانون مجازات اسلامی (عضویت در کانون مدافعان حقوق بشر) به تحمل ۵ سال حبس تعزیری و به استناد ماده ۵۰۰ قانون مجازات اسلامی (در خصوص فعالیت تبلیغی علیه نظام جمهوری اسلامی ایران) به تحمل ۱ سال حبس تعزیری و در مجموع به تحمل ۱۱ سال حبس تعزیری محکوم شد. این رأی در شعبه ۵۴ دادگاه تجدیدنظر به ۶ سال حبس کاهش یافت. این حکم از اردیبهشت ۱۳۹۱ به اجرا درآمده است.

### آزادی از زندان
محمدی که در دوران بازجویی به بیماری اعصاب و روان و فلج عضلانی مبتلا شده بود، در زندان نیز دچار تشدید بیماری شد و در تیر ۱۳۹۱ به بیمارستان منتقل شد و مدتی بعد، بر اساس رأی پزشکان، حکم عدم تحمل کیفر برای او صادر و آزاد شد.

### دستگیری مجدد
نایب رئیس کانون مدافعان حقوق بشر پانزدهم اردیبهشت ماه سال ۹۳ و این بار توسط سازمان اطلاعات جمهوری اسلامی با اتهاماتی چون همکاری با داعش، تبلیغ علیه نظام، اجتماع و تبانی به قصد اقدام علیه امنیت ملی و تشکیل و عضویت در گروه غیرقانونی مجدداً بازداشت شد. در تابستان سال ۹۴ اتهام همکاری با داعش را نیز به پروندهٔ وی افزودند. برادر وی اظهار داشته احتمالاً این اتهام به موجب مخالفت نرگس برابر اعدام چند سنی‌مذهب و درخواست رعایت انصاف و عدالت در دادرسی آن‌ها از سوی مقام‌های قضایی است. یکی از اصلی‌ترین اتهامات وی را فعّالیت در کانون مدافعان حقوق بشر و راه‌اندازیِ کمپین لگام (لغو گام‌به‌گام اعدام) می‌دانند. همچنین به سبب دستور دادستان تهران مبنی بر قطع تمامی تماس‌های بند زنان اوین آنهم به‌طور مطلق، محمدی دیگر حتی توان تماس با فرزندان خود از زندان را پیدا نکرد. به‌رغم بیماریِ یکی از فرزندان او، باز هم به سادگی توان تماس با آنان را نداشت. وی در نامه‌ای به دادستان تهران ضمن شماتت او به خاطر این اقدام از او خواست تا به حرمت بشر، زن و مادر در تصمیم خود تجدیدنظر کند.

محمدی در پایانِ نامه‌اش خطاب به دادستان چنین نوشت: 
«تک‌تکِ ما زن و مادریم و کودکانِ ما همچون فرزندانِ شما و میلیون‌ها کودکِ این سرزمین هستند که نیازمندِ مهر و عاطفهٔ مادری‌اند».— 

### حکم ۱۶ سال زندان دادگاهِ بدوی در مهرماه ۱۳۹۵
در مهرماه ۱۳۹۵ شعبه ۳۶ دادگاه تجدید نظر استان تهران، حکم ۱۶ سال زندان دادگاه بدوی نرگس محمدی را تأیید کرد. نرگس محمدی در دادگاهی به ریاست قاضی صلواتی، به اتهام «اجتماع و تبانی به قصد ارتکاب جرم علیه امنیت کشور» به پنج سال حبس، به اتهام «فعالیت تبلیغی علیه نظام» به یک سال حبس و در مورد اتهام به آنچه آن را «تشکیل و اداره گروهک غیرقانونی لگام» خوانده بودند، به ۱۰ سال حبس محکوم شده بود.

### انتقال از اوین به زندان زنجان
محمدی در دی ۱۳۹۸ از زندان اوین به زندان زنجان منتقل شد، تقی رحمانی، همسرِ او، در این باره گفت که محمدی پیش از انتقال بابت مقاومت در برابر انتقالش از سوی مأموران مورد ضرب شتم شدید قرار گرفته‌است.
در ۷ مهر ۱۳۹۹ کریم محمدی، پدر محمدی، با انتشار رنجنامه‌ای از مقامات جمهوری اسلامی خواست تا دست از آزار و اذیتِ دخترش بردارند. او با اشاره به ضرب‌وشتمِ او گفت: «با دیدن کبودی‌های بدنش در اتاق ملاقات به عصایم تکیه دادم و سه بار خدایم را صدا کردم.»

### ادامه محکومیت‌ها
روز شنبه ۳ اسفند ۱۳۹۸ نرگس محمدی در حالی که دوران ۱۶ ساله زندان و محکومیت خود را می‌گذراند، با تشکیل دو پرونده دیگر مواجه و روبرو شد. اولین پرونده در مورد «انتشار بیانیه‌های سیاسی، تشکیل کلاس‌های آموزشی و تحصن اعتراضی در بند زنان اوین» و پرونده دوم با شکایت غلامرضا ضیایی، رئیس زندان اوین به دلیل آنچه «افترای شکنجه و ضرب‌وشتم شدن توسط او» خوانده و همچنین اتهاماتی از جمله «اخلال در نظم زندان از طریق خواندن سرود با صدای بلند» گشوده شده‌است.
در ۱۶ اردیبهشت ۱۳۹۹ نرگس محمدی از شرکت در دادگاه نمایشی و فرمایشی برای تشکیل دو پرونده جدید در اسفند ۸۹ امتناع کرد. وی رویه اجرای این نوع دادرسی را «نقض صریح قانون اساسی و اعلامیه جهانی حقوق بشر و همچنین نقض حقوق انسانی خود و قابل‌پیگرد» می‌داند.
بنابر گزارش دویچه‌وله، نرگس محمدی در ۱۶ اردیبهشت ۱۳۹۹ در دادگاهی که به عقیده خود، دادگاه نمایشی و فرمایشی بود، شرکت نکرد.

### انتقال به زندان زنجان
به گزارش خبرگزاری هرانا، در روز ۲۹ فروردین ۱۳۹۹ محمود بهزادی راد، وکیل نرگس محمدی زندانی دربند در زندان زنجان خبر داد که درخواست اعطای مرخصی و آزادی مشروط وی رد شده‌است. این رد درخواست در حالی است که وی برخلاف رعایت اصل تفکیک جرائم در کنار زندانیان جرایم خطرناک نگهداری می‌شود و توسط یک زندانی مورد تهدید جانی قرار گرفته‌است. وی همچنین از وضعیت جسمی و روحی وخیمی رنج می‌برد.

### آزادی از زندان
محمدی در تاریخ ۱۷ مهر ۱۳۹۹، پس از پنج و نیم سال حبس مداوم، از زندان آزاد شد.

### محکومیت مجدد
۲ خرداد ۱۴۰۰، نرگس محمدی به اتهامات «تبلیغ علیه نظام»، «تحصن در دفتر زندان»، «تمرد از ریاست و مقامات زندان» و «تخریب شیشه‌ها» و «افترا» به ۸۰ ضربه شلاق تعزیری، ۳۰ ماه حبس تعزیری و پرداخت دو فقره جزای نقدی محکوم شد.
وی گفته‌است که حکم صادر شده را به‌رسمیت نمی‌شناسد و از آن «تمرد و سرپیچی» خواهد کرد. این محکومیت آبان ۱۴۰۰ اجرایی شد.

## شرکت در انتخابات ۱۳۹۶ از زندان اوین
۲۹ اردیبهشت ۱۳۹۶ در تصویری که از بند نسوان اوین منتشر شد، جمعی از زندانیان از جمله نرگس محمدی، روزنامه‌نگار در حال رای دادن دیده می‌شدند.
او در بند نسوان زندان اوین رای خود در دوازدهمین دوره انتخابات ریاست‌جمهوری ایران را به صندوق انداخت.
تقی رحمانی، همسر نرگس محمدی، پیش از این اعلام کرده بود که محمدی در زندان به لیست امید، لیست مورد حمایت اصلاح‌طلبان رای خواهد داد.

### عدم شرکت در انتخابات ۱۳۹۸
نرگس محمدی طی بیانیه‌ای موضع خود را در برابر انتخابات مجلس شورای اسلامی سال ۱۳۹۸ اعلام کرد. این فعال مدنی معتقد بود که به حرمت خون کشته‌های اعتراضات آبان ۱۳۹۸ ایران نباید به پای صندوق‌های رای رفت. او این بیانیه را در شرایطی منتشر کرد که شورای نگهبان رد صلاحیت‌های گسترده‌ای در انتخابات مجلس انجام داد. بخشی از متن بیانیهٔ محمدی:
شایسته‌است که با مدنی‌ترین شیوهٔ اعتراض به پا خیزیم و با راه‌اندازی کارزار قدرتمند «تحریم انتخابات» پاسخ سیاست‌های تنگ‌نظرانه و سرکوب‌گرانهٔ حکومت را داده و به حرمت خون کشته‌شدگان مظلوم در پای صندوق‌های رای حضور نیابیم.

## شکنجه

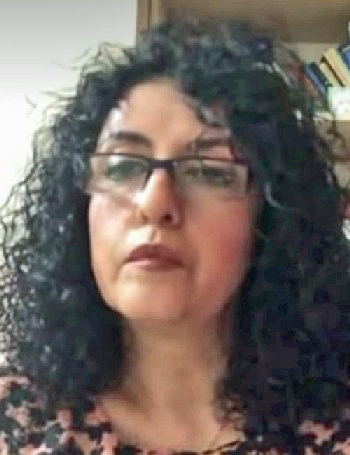
نرگش محمدی در بی بی سی-12 مارس 2021

### ابتلا به ویروس کرونا
بنا بر گزارش خبرگزاری هرانا در ۱۸ تیر ۱۳۹۹ در زندان زنجان علائم ویروس کرونا در نرگس محمدی به‌همراه ۷ نفر زندانی دیگر دیده شده‌است ولی آنان از رسیدگی‌های پزشکی محروم می‌باشند. این در حالی است نرگس محمدی از بیماری آمبولی ریه رنج می‌برد و این بیماری وضعیت او را خطرناکتر کرده‌است.
تلویزیون حکومتی جمهوری اسلامی فیلمی از نرگس محمدی در بهداری زندان پخش کرد تا در آن جلوه دهد که حال وی مساعد است، در حالی که به گفته نرگس محمدی وی را با سرم و آمپول سر پا نگه داشته بودند تا بتوانند این فیلم را تهیه کنند، وی می‌گوید: «تازه همان را هم نتوانستند کامل پخش کنند. سرفه امان نمی‌داد. حرف زندانبان خودشان هم قابل پخش نبود!» در همین رابطه گزارشگران سازمان ملل این فیلم را «فاقد ارزش» و «نقض حق حریم خصوصی» نرگس محمدی دانسته‌اند.
عذرا بازرگان مادر نرگس محمدی در ۱۸ اسفند ۱۳۹۸ از وضعیت جسمی و روانی و تهدیدات جنسی و جانی‌ای که متوجه نرگس محمدی در زندان زنجان و در میان زندانیان عادی بود ابراز نگرانی کرد. در روز ۱۰ فروردین ۱۳۹۹ بار دیگر مادر نرگس محمدی از تشدید بیماری ریوی وی و نداشتن تهویه و پنجره در اتاق وی اظهار نگرانی کرده ولی مسئولان به ابراز نگرانی مادر و پدر وی با تهدید جواب می‌دهند.
بنابر گزارش خبرگزاری هرانا در ۱۸ تیر ۱۳۹۹ با وجود بروز علائم ابتلا به بیماری کرونا در نرگس محمدی ولی از رسیدگی پزشکی محروم است. عفو بین‌الملل با اعلام مبتلا شدن نرگس محمدی به ویروس کرونا خواستار آزادی سریع وی شده‌است. جاوید رحمان به همراه ۱۵ گزارشگر دیگر سازمان ملل در ۱ مرداد ۱۳۹۹ خواستار آزادی فوری نرگس محمدی و تعدادی دیگر از زندانیان مبتلا به ویروس کرونا شدند.
از ۳۱ تیر ۱۳۹۹ کارزاری در هشتگ #صدای_نرگس_باش با انتشار پیام‌هایی توسط سخنگو و نایب‌رئیس کانون مدافعان حقوق بشر در شبکه‌های اجتماعی و برخی از کاربران توئیتر در حمایت از نرگس محمدی و برای آزادی وی که به ویروس کرونا مبتلا شده، در جریان است.

### شکنجه جنسی
«عکس‌های پزشکی قانونی زنجان نشان می‌دهد که تن من از شانه و سینه تا بازو و ران پا چگونه توسط مردان [زندانبان] دریده شده بود…. من بارها و بارها، چه در سلول‌های انفرادی و چه در بند عمومی زندان اوین، حتی در بند عادی زنان زندان زنجان، روایت‌هایی از تعرض‌های [جنسی] مردان حکومت جمهوری اسلامی ایران به زنان را شاهد بوده‌ام و شنیده‌ام.»— محمدی درمورد تعرض جنسی در زندان
در اسفند ۱۳۹۹، محمدی در مصاحبه‌ای از آزار جنسی خود به دست رئیس زندان و برخی از زندان‌بانان خبر داد. او گفت که با وجود گواهی پزشکی قانونی دربارهٔ آثار کبودی در ۲۴ جا از بدنش، از جمله، بر گردن و سینه و ران و پا، به شکایتش رسیدگی نشده‌است.

## مخالفت با نظام جمهوری اسلامی
او از جمله ۱۵ فعال سیاسی و مدنی بود که در بهمن ۱۳۹۶ با تأکید بر «اصلاح‌ناپذیری» نظام جمهوری اسلامی ایران خواستار برگزاری همه‌پرسی تحت نظارت سازمان ملل متحد برای «گذار مسالمت‌آمیز» از حکومت فعلی «به یک دموکراسی سکولار پارلمانی» شد.

## مخالفت با حجاب اجباری
وی در یادداشتی که روز جمعه ۲۴ تیرماه ۱۴۰۱ در صفحهٔ اینستاگرامش منتشر شد، با حمایت از کوشش‌ها در مخالفت با حجاب اجباری در ایران، خطاب به رئیس قوه قضاییه نوشت که تلاشِ زنانِ ایرانی برای برخورداری از حقّ پوشش، نه بی‌حیایی بلکه تقلایی حق‌طلبانه و مبارزه‌ای شجاعانه است.

## واکنش‌ها
- پنجشنبه ۲۴ بهمن ۱۳۹۸ عفو بین‌الملل فراخوان داده و خواهان آزادی فوری بدون قید و شرط نرگس محمدی شده‌است. این سازمان از مردم و فعالان حقوق بشر سراسر جهان خواست تا با نوشتن نامه، از مقامات ایران بخواهند به این زندانی سیاسی اجازه ملاقات با اعضای خانواده و اجازه برقراری تماس با آنها از جمله تماس با فرزندانش داده شود.[۵۵]
- در ۱۸ اسفند ۱۳۹۸ عذرا بازرگان مادر نرگس محمدی ضمن ابراز نگرانی از وضعیت جسمی و روانی فرزندش در زندان زنجان، در مورد تهدیداتی که در این زندان در میان زندانیان عادی متوجه او بود هشدار داد و در نامه‌ای نوشته‌است که فرزندش توسط یک زندانی متهم به قتل تهدید جنسی و جانی شده‌است.[۴۵][۴۶]
- ۲۰ تیر ۱۳۹۹ عفو بین‌الملل خواهان ارائه خدمات درمانی و رسیدگی پزشکی به نرگس محمدی، زینب جلالیان و سهیلا حجاب-سه زندانی سیاسی مبتلا به ویروس کرونا- شد.[۵۶][۵۷]
- در ۲۳ تیر ۱۳۹۹ عفو بین‌الملل با انتشار بیانیه‌ای از مبتلا شدن نرگس محمدی به ویروس کرونا خبر داده و وضعیت او را نگران‌کننده خبر داده‌است و خواهان آزادی فوری وی شده‌است. در این بیانیه به شرایط غیرانسانی نگهداری وی و محرومیت وی از خدمات درمانی اشاره شده‌است.[۵۸]
- در ۲۷ تیر ۱۳۹۹ حدود ۵۰۰ فعال سیاسی در ایران با انتشار نامه‌ای، ضمن ابراز نگرانی از فراگیری و شیوع بیماری کرونا در زندان‌ها، خواهان آزادی نرگس محمدی و کلیه زندانیان مبتلا به ویروس کرونا شدند.[۵۹]
- ۷ شهریور ۱۳۹۹ عفو بین‌الملل فراخوانی برای آزادی و نجات جان نرگس محمدی داده‌است: «نرگس محمدی که بناحق در شرایطی غیرانسانی به زندان افتاده از علائم کرونا رنج می‌برد و از رسیدگیهای پزشکی محروم شده‌است.. نرگس به کمک فوری شما نیازمند است. او هیچگاه نبایستی بخاطر فعالیت صلح آمیزش زندانی می‌شد. برای آزادی فوری او فراخوان بدهید.»[۶۰][۶۱]
- در اوت ۲۰۱۵ یک گردهمایی اعتراضی در برابر کاخ صلح لاهه در پشتیبانی از نرگس محمدی و دیگر مادران زندانی در ایران برگزار شد. شیرین عبادی، برنده جایزه صلح نوبل و تقی رحمانی، فعال سیاسی و همسر نرگس محمدی از جمله سخنرانان این برنامه بودند. تقی رحمانی در سخنرانی خود گفت: «فعالانی مانند نرگس محمدی برای بهتر شدن وضع حقوق بشر در ایران و صلح تلاش کرده‌اند. حق این فعالان زندان نیست. مستبدان در ایران تلاش می‌کنند این افراد را با زندانی کردن خسته کنند.»[۶۲]

کاربران توییتر
در تاریخ ۲۱ تیر ۱۳۹۵، مصادف با پانزدهمین روز اعتصاب غذای نرگس محمدی، کاربران توییتر با به راه انداختن یک طوفانِ توییتری و با ثبت کردن بیش از ۱۰۰ هزار توییت با هشتگ #FreeNarges از نرگس محمدی حمایت کردند.
این اقدامِ کاربران توییتر موجب شد که هشتگِ #FreeNarges پنجمین هشتگِ ترندِ جهانی شود. با اینکه کاربران از عبارت Free استفاده می‌کردند ولی این توفان توییتری بیشتر به اعتراض در برابر جلوگیری از تلفن کردن نرگس محمدی به فرزندانش در زندان ایجاد شد. با وجود فیلتر بودن توییتر در ایران بیش از ۵۹ درصد افرادی که در این توفانِ توییتری شرکت کرده بودند، کاربران ایرانی بودند. هنرمندانی مانند مهناز افشار و ترانه علیدوستی نیز در صفحهٔ توییتر خود از این اقدام حمایت کردند.

### دیدار با کاترین اشتون
کاترین اشتون مسئول سیاست خارجی اتحادیه اروپا ضمن سفری که به ایران داشت با «فعالان زن» دیدار کرد و آنطور که لیز دوست خبرنگار بی‌بی‌سی در صفحه توئیتر خود نوشته نرگس محمدی یکی از ۷ زنی بود که اشتون با آن‌ها دیدار داشته‌است.

## جایزه‌ها

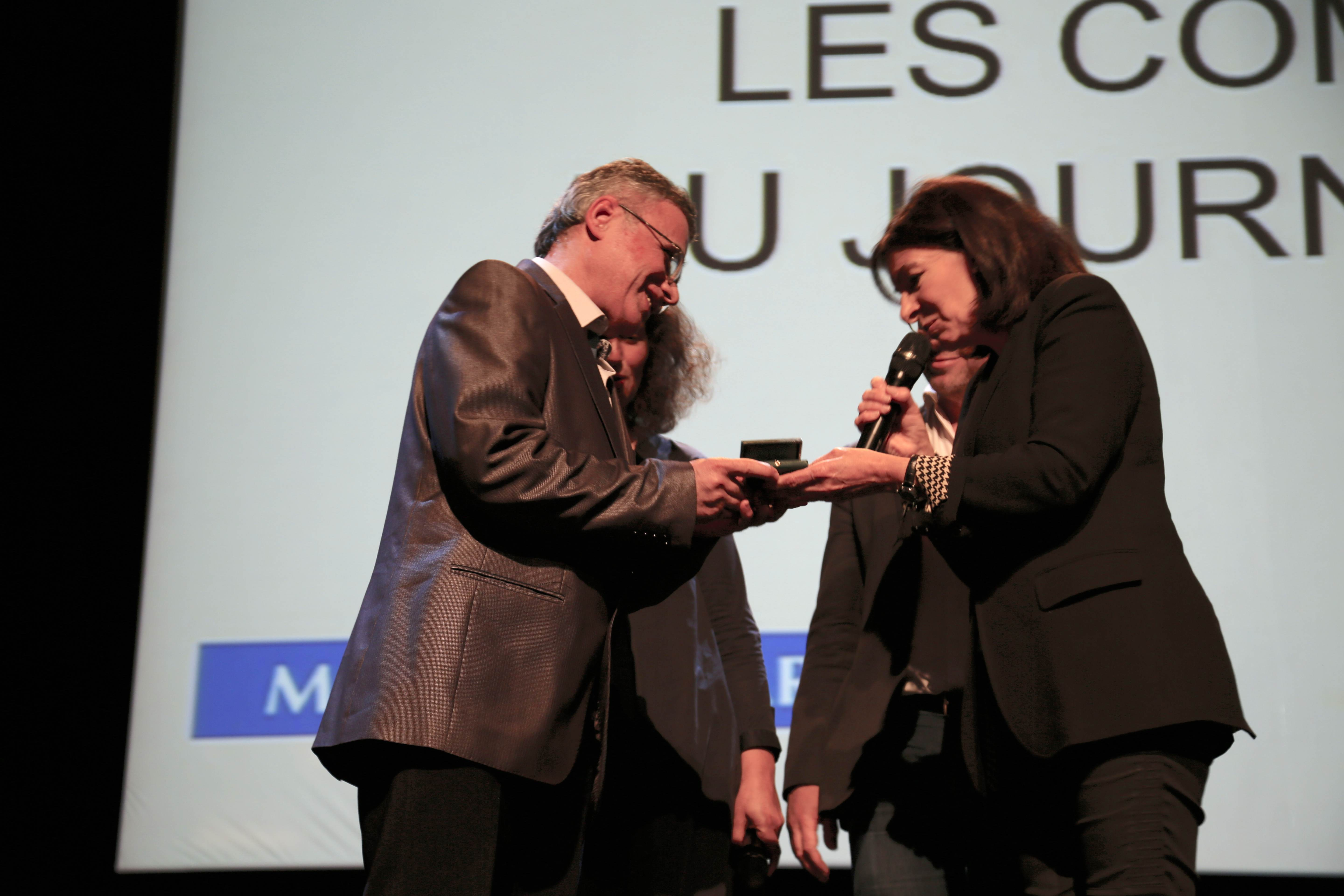
دریافت مدال قهرمان آزادی اطلاع‌رسانی سازمان گزارشگران بدون مرز توسط تقی رحمانی به نیابت از نرگس محمدی

- ۲۰۲۳، برنده جایزه یادبود «عدالت اجتماعی» به نام مادر ترزا که در سال ۲۰۲۳ با موضوع «انسانیت در عمل» انتخاب گردید.[۶۶]

- ۲۰۲۳؛ در سال ۲۰۲۳، کمیته نوبل نروژ جایزه صلح نوبل سال ۲۰۲۳ خود را به محمدی اهدا کرد.[۶۷]
- ۲۰۲۳؛ جایزه آزادی مطبوعات سازمان ملل[۶۸][۶۹]
- ۲۰۲۲ (میلادی)؛ جایزه شجاعت گزارشگران بدون مرز در ۲۱ آذر ۱۴۰۱ به او اهدا شد.[۷۰]
- ۲۰۲۲ (میلادی)؛ بی‌بی‌سی نرگس محمدی را در فهرست ۱۰۰ زن اثرگذار جهان قرار داد.[۷۱][۷۲]
- ۲۰۲۱ برنده در جشنواره بین‌المللی فیلم و انجمن حقوق بشر (FIFDH) برای شکنجه سفید.[۷۳]
- در اسفند ۱۳۹۹ نرگس محمدی به همراه یک فعال حقوق بشر عربستانی، لُجین الهذلول، توسط دو نماینده پارلمان نروژ، کاری اندرسن و کاری الیزابت کاسکی، نامزد دریافت جایزه صلح نوبل شدند.[۷۴][۷۵]
- ۲۰۱۸؛ جایزه ساخاروف انجمن فیزیک آمریکا به نرگس محمدی اعطا شد. این جایزه همه‌ساله به کسانی تعلق می‌گیرد که برای پیشبرد حقوق بشر فعالیت می‌کنند.[۷۶]
- ۲۰۱۶؛ جایزه روز جهانی آزادی مطبوعات در سال ۲۰۱۶[۱۱]
- ۲۰۱۶؛ جایزه «شهر پاریس» توسط شهردار پاریس[۷۳]
- ۲۰۱۶؛ جایزه حقوق بشر شهر وایمار آلمان[۷۳]
- ۲۰۱۵؛ برنده جایزه گالیگه ۲۰۰۰[۷۳]
- ۲۰۱۱؛ نرگس محمدی برنده جایزه «دولت و بنیاد تاریخ زنده سوئد» شد. این جایزه هر سال به نام یکی از فعالان تاریخی و دموکراسی خواهی سوئد به کسانی اعطا می‌شود که در نقاط مختلف جهان در حوزه حقوق بشر فعالیت می‌کنند.[۷۷][۷۸][۷۹]
- ۲۰۱۰؛ وقتی شیرین عبادی جایزه حقوق بشر Felix Ermacora را برنده شد او آن را به محمدی اهدا کرد. عبادی:این زن شجاع بیشتر از من مستحق جایزه است.
- ۲۰۰۹؛ جایزه بین‌المللی بنیاد الکساندر لانگر: مهم‌ترین علت اهدای این جایزه را فعالیت‌های حقوق بشری وی در ایران از دوران دانشجویی‌اش ذکر کره‌اند و به سایر فعالیت‌های مدنی نیز اشاراتی شده‌است. بنیاد الکساندر لانگر (تأسیس ۱۹۹۹ در ایتالیا) سازمانی غیردولتی در زمینه مسائل اجتماعی و صلح است[۸۰] که به نام الکساندر لانگر (Alexander Langer) فعال سیاسی و صلح، روزنامه‌نگار و آموزگار ایتالیایی نامگذاری شده‌است.

## آثار
- شکنجهٔ سفید؛ عنوان کتابی است از نرگس محمدی در دو جلد که جلد اول دربارهٔ شکنجه‌های جنسی و غیرجنسی بر بانوان زندانی از جمله خود او، آتنا دائمی، نازنین زاغری، هنگامه شهیدی، ریحانه طباطبایی و شکوفه یداللهی[۸۱] در نظام جمهوری اسلامی ایران، به همراه نام برخی از شکنجه‌گران است.[۸۲] جلد دوم کتاب گفت‌وگو با پانزده فعال سیاسی و اجتماعی است که شکنجه‌هایی را در زندان‌های ایران تحمل کرده‌اند، از جمله ساسان آقایی، شهناز اکملی، مسعود باستانی، عبدالفتاح سلطانی، محمدعلی عمویی، غنچه قوامی، سعید مدنی و عبدالله مؤمنی. موضوع محوری گفت‌وگوهای این کتاب، وضعیت سلول انفرادی در زندان‌های ایران است.[۸۳]